# Charlie Pavey
Charlie Steven Brian Pavey, född 7 juni 2008 i Solna, Sverige, är en svensk fotbollsspelare som spelar för AIK i Allsvenskan.
Pavey är son till den före detta fotbollsspelaren och AIK-ikonen Kenny Pavey.

## Klubblagskarriär

### Tidig karriär
Pavey började som fyraåring att spela fotboll i moderklubben AIK. Han hade sedan första dagen i klubben varit AIK trogen och via knattefotboll, ungdomsfotboll och juniorlagen nådde han hela vägen till A-laget.
Säsongen 2023 gjorde Pavey som nybliven 15-åring debut för klubbens P19-lag, samt även tog hem SM-guldet i P16 Allsvenskan samma säsong.

### AIK
Den 7 januari 2025 skrev Pavey på sitt första A-lagskontrakt med AIK. Avtalet sträckte sig till och med den 31 december 2027. Enligt uppgifter skall Pavey tidigare nobbat bud från flera utländska klubbar, där bland andra PSV Eindhoven, för att istället skriva på för AIK.
Han gjorde sin debut för klubben den 31 juli 2025 i kvalet till Uefa Conference League mot Paide Linnameeskond på Strawberry Arena som AIK vann med klara 6–0 (agg. 8–0). Pavey bytes in i matchminut 58:a mot Sotirios Papagiannopoulos och utgick som lagets höger wingback.

## Statistik
| Klubb | Säsong                                                  | Inhemsk liga      | Inhemsk liga | Inhemsk liga | Nat. täv. | Nat. täv. | Internat. täv. | Internat. täv. | Totalt | Totalt |
| Klubb | Säsong                                                  | Serie             | SM           | Mål          | SM        | Mål       | SM             | Mål            | SM     | Mål    |
| ----- | ------------------------------------------------------- | ----------------- | ------------ | ------------ | --------- | --------- | -------------- | -------------- | ------ | ------ |
| AIK   | 2025                                                    | Allsvenskan       | 0            | 0            | 0         | 0         | 1              | 0              | 1      | 0      |
| AIK   | Totalt i klubblag                                       | Totalt i klubblag | 0            | 0            | 0         | 0         | 1              | 0              | 1      | 0      |
| AIK   | Antal matcher och mål är korrekt per den 1 augusti 2025 |                   |              |              |           |           |                |                |        |        |